# КВ-5
КВ-5 (або об'єкт 225, іноді також помилково званий КВ-6) — проєкт радянського трибаштового надважкого танка прориву періоду німецько-радянської війни.
Проєктні розробки здійснювалися фахівцями конструкторського бюро Ж. Я. Котіна. Роботи над важкими танками КВ-5 і КВ-220 велися на Ленінградському Кіровському заводі. Танк мав максимальну для того часу товщину броні. Для танка КВ-5 був виготовлений технічний проєкт та почалося виготовлення ряду вузлів та агрегатів. З початком війни в проєкт довелося внести цілий ряд змін. Так, довелося відмовитися від ідеї виготовлення штампованої башти — вона була замінена на зварену, а зважаючи на відсутність відповідного дизеля потужністю 1200 кінських сил (він перебував у стадії розробки) КВ-5 перепроєктували під установку двох звичайних двигунів В-2, розміщених паралельно.
Однак, у зв'язку з наближенням німців до Ленінграду роботи над КВ-5 були припинені в першій половині червня 1941 р..

## Постановка технічного завдання
Питання створення танка спочатку було озвученн на засіданні Політбюро ЦК ВКП (б) в березні 1941 року, зокрема на порядку денному тоді були поставлені питання про екранування танків КВ-1 та КВ-2, артилерійське озброєння та посиленні броні танка КВ-3 і про проєктування танків КВ-4 і КВ-5 1941 року (про що вийшла відповідна постанова РНК СРСР та ЦК ВКП (б)).
На підставі постанови уряду в квітні 1941 року було видано наказ Народного комісара танкової промисловості з питання посилення броні шляхом установки екранів на КВ-1 та КВ-2, про озброєння та посилення бронювання танка КВ-3 та проєктуванні танків КВ-4 і КВ-5.
Проєктування та виготовлення КВ-5 визначалося до 1 вересня 1941 року. Лоб і башта планувалися товщиною броні 170 міліметрів, борту — 150 міліметрів. Озброєння танка — 107-міліметрова гармата. Двигун — 1200 кінських сил. Ширина машини не повинна була перевищувати 4,2 метра. До 1 серпня 1941 заводу доручалося пред'явити макет та технічний проєкт КВ-5 на затвердження в Народний Комісаріат оборони. Іжорському заводу ставилося в обов'язок до 10 жовтня 1941 виготовити його корпус та башту.
Головному конструктору Ленінградського Кіровського Заводу з моторобудування ставилося завдання спроєктувати дизель 1200 кінських сил на базі моторів М-40 і М-50. Аналогічне завдання отримав та Харківський завод. Тією ж постановою головному конструктору Горьковського артилерійського заводу наказувалося спроєктувати та виготовити гармату ЗІС-6 калібру 107 міліметрів, з початковою швидкістю снаряда 800 метрів в секунду та унітарним патроном масою 18,8 кілограма. Ворошиловградському тепловозобудівному заводу наказувалося видати технічне завдання, погоджене з Народним комісаріатом оборони, на проєктування пародизельної установки для КВ-4 і КВ-5. За попередніми розрахунками маса танка дорівнювала 100 тоннам (за відомостями Віктора Суворова — 150 тонн).

## Проєктування та створення
Жоден з проєктів КВ-4 не розглядався як прототип для виготовлення дослідного зразка, і в червні роботи з КВ-4 були припинені на користь КВ-5. Роботи над танком розпочалися в червні 1941 року.
Для проєктування КВ-5 була утворена бригада конструкторів у складі: К. І. Кузьмін (корпус), Л. Є. Сичов (башта та установка озброєння), Н. Т. Федорчук (ходова частина). Старшим інженером КВ-5 було призначено М. В. Цейца, одного з найстаріших працівників СКБ-2, на основі ескізного проєкту якого і розроблявся танк. При розробці КВ-5 були враховані всі зауваження, які піднімалися під час обговорення проєкту КВ-4. Зберігши загальну компоновку КВ-4, проєкт переробили так, щоб використовувати максимум елементів від КВ-1.
У ході проєктування вийшов потужний танк вельми незвичайної зовнішності. Для економії маси корпус КВ-5 спробували зробити максимально низьким — висотою 920 мм. Це призвело до того, що стрілець-радист та механік-водій отримали виступаючі вгору башточки. У ромбоподібній башті на погоні 1840 мм і під нею знаходилося достатньо просторе бойове відділення танка, в якому перебували командир, навідник і двоє заряджаючих. Башту зробили високою, для розміщення екіпажу і 107-мм гармати з бронебійними й осколково-фугасними пострілами, а також для того щоб по ширині танк уміщався на залізничній платформі, оскільки це було однією з обов'язкових умов технічного завдання. Оскільки дизель М-40 для КВ-5 зроблений не був, у липні 1941 року танк був перепроєктований під паралельну установку двох дизелів В-2СН. Через неможливість виготовлення штампованої башти з товстими стінками в розробку була прийнята зварна. До серпня проєкт КВ-5 був завершений, але через важку обстановку під Ленінградом виготовлення дослідного зразка було скасовано, а всі сили конструкторів кинуті на вдосконалення конструкції танка КВ-1.
Згідно американського дослідника радянського танкобудування Стівену Дж. Залоги, КВ-5 проєктувався з лобовою бронею 170–180 міліметрів та бічною бронею 150 міліметрів, а також вісьмома котками з кожного боку. Ряд конструкторів ленінградського СКБ-2 запропонували свої креслення, включаючи традиційну баштову компоновку (Н. Ф. Шашмурін), компоновку силової установки в центрі, за спиною механіка-водія (М. І. Креславского).

## Компонування
Головною конструктивною особливістю КВ-5, яка відрізняла його від інших KB, і, при цьому, ріднила з КВ-2, була велика та висока башта ромбоподібної форми. Така башта дозволяла вирішити одразу кілька компонувальних проблем. По-перше, казенник гармати за будь-яких кутів піднесення залишався у башті, по-друге, командир танка та навідник також вміщалися у башті і не були затиснуті між казенником та погоном. Все це давало можливість обійтися порівняно невеликим баштовим погоном (у КВ-5 — 1840 міліметрів, на 30 см більше, ніж у КВ-1), який брав на себе лише навантаження від пострілу. Наприклад, аналогічне рішення дозволило розмістити в великій башті КВ-2 152-мм гаубицю, при цьому діаметр погона залишився як у КВ-1. Висота танка в такому випадку зростала, але її можна було зменшити за рахунок висоти корпусу в районі бойового відділення, до розміру, що забезпечує лише кріплення елементів підвіски.
Тому корпус КВ-5 в районі бойового відділення та відділення управління мав висоту всього 920 міліметрів та підвищувався до 1300 міліметрів в районі моторно-трансмісійного відділення. Висоти 920 міліметрів не вистачало для розміщення механіка-водія та стрільця-радиста. Ця проблема вирішувалася встановленим над головою механіка-водія броньованим відкидним ковпаком з оглядовими щілинами, що забезпечували кращий огляд, ніж на звичайному КВ. Товщина броні ковпака була як у лобового листа башти — 180 міліметрів. На марші ковпак піднімався — так само, як на прототипах Т-35.
Стрілець-радист мав у своєму розпорядженні башточку з кулеметом Дегтярьова, встановлену на постаменті так, що вогонь можна було вести поверх ковпака механіка-водія. Конструкція забезпечувала можливість стрільби по повітряних цілях. Друга подібна башточка перебувала на даху основної башти. Встановлений у ній кулемет обслуговувався заряджаючим.
У бойовому відділенні корпусу розміщувалася укладання з частиною боєкомплекту 107-міліметрової гармати. Основний боєкомплект укладався в нішу башти.
Командир танка розташовувався праворуч від гармати. У його розпорядженні перебувала повноцінна командирська башточка з п'ятьма оглядовими приладами та невеликим перископом, який дозволяв вести спостереження поверх кулеметної башточки. Ліворуч від гармати знаходився навідник, а в кормовій частині башти — двоє заряджаючих, наявність яких у складі екіпажу, враховуючи масу 107-мм унітарних пострілів, було аж ніяк не зайвою, тим більше, що в перспективі частина танків могла озброюватися 152-мм гаубицею-гарматою. У моторно-трансмісійного відділення паралельно встановлювалися два дизеля В-2К потужністю по 600 кінських сил кожний. Перехід на дводвигунову схему був вимушеним заходом, оскільки з початком війни довести потужніші варіанти В-2 з турбонаддувом не представлялося можливим. Не було і можливості отримати в прийнятних кількостях авіадізелі М-30 або М-40. Двигуни з'єднувалися з коробкою передач та бортовими фрікціонами за допомогою проміжного редуктора.
Корпус КВ-5, на відміну від інших KB, не мав гнутих деталей (за винятком кормового нижнього листа). Бронелисти з'єднувалися один з одним гужонами та електрозварюванням. Товщина бортів та корми корпусу досягала 150 міліметрів, даху і днища — 40 міліметрів.
При виготовленні штампованої башти КВ-3 виникло безліч проблем, і для КВ-5 башту вирішили виготовити з вальцованої броні. Лобовий 180-міліметровий лист кріпився до башти гужонами, а всі інші листи з'єднувалися між собою шпонковим з'єднанням «подвійний ластівчин хвіст». Таке з'єднання не застосовувалося у радянському танкобудуванні ні до, ні після, було трудомістким, змусило встановити бортові листи башти вертикально, але забезпечило майже монолітну її міцність.

## Танкова гармата ЗІС-6
Появі наказу Народного комісара танкової промисловості про створення танків КВ-4 і КВ-5 передували достатньо цікаві події. У березні 1941 року на артилерійський завод № 92 в Горькому приїхав Маршал Радянського Союзу Г. І. Кулик, поставивши головному конструктору заводу В. Г. Грабина задачу термінового переозброєння танка КВ-1. Однак, перспективи подальшого розвитку гармати для танка КВ-1, неодмінно підводили до збільшення калібру гармати і, відповідно, маси самого танка. У Грабіна відбулася телефонна розмова з Й. В. Сталіним, в якому той поцікавився у конструктора про доцільність переозброєння важкого танка замість 76-міліметрової гармати, нової, більш потужної 107-міліметрової. На що Грабін, всупереч загальному скепсису, відповів ствердно та поскаржився на відсутність розуміння з боку керівництва Головного автотракторного управління та Автобронетанкового управління Збройних сил. Грабін згадав про існування вже випробуваної гармати Ф-42, проте в розмові Сталін та Грабін дійшли згоди, що ця гармата дуже громіздка (воно свідомо не годилося для КВ-1 і з існуючих танків могла бути встановлена лише на КВ-2), і слід розробити новий, більш компактний зразок. Після цієї телефонної розмови, Грабін отримав всіляку підтримку від керівництва зазначених організацій. У підсумку, замість заявлених 45 днів, дослідний зразок гармати був створений та випробуваний за 38 днів.
ЗІС-6 широко використовувала наявні напрацювання. Так, унітарний заряд був запозичений від 107-мм дивізійної гармати M-60, при цьому його потужність була додатково підвищена. По конструкції та технологіям ЗІС-6, з урахуванням збільшеної потужності, була в загальних рисах аналогічна 76-мм танковій гарматі Ф-34. Ряд конструктивних рішень, наприклад, механічний досилач заряджання, були взяті від Ф-42. При масі снаряда в 16,6 кг і швидкості 800 м/с потужність ЗІС-6 опинилася в 4,4 рази вище, ніж потужність гармати Ф-32, штатної гармати серійних КВ-1. Це означало, що будь-який сучасний танк вражався нею з дистанції в кілометр або навіть більше. Дослідні зразки, для випробувань, встановлювалися на доопрацьований танк КВ-2. Хоча конструктор в мемуарах пише,, що було зроблено близько 800 готових гармат, але необхідний танк, по незрозумілим йому причинам, створений не був і гармати нібито пішли, як брухт, в переплавку (зрозуміло, що це було б дуже неприємно через скрутне становище зі зброєю на фронті), документи свідчать про зворотне:
Серійне виробництво гармат ЗІС-6 розпочалося 1 липня та згідно зі звітом заводу № 92 «в липні-серпні 1941 року було виготовлено п'ять серійних гармат ЗІС-6, після чого їх виробництво припинено через неготовність важкого танка». Всі висловлювання, що в 1941 р. було випущено кілька сотень ЗІС-6, документально не підтверджуються.— М. Н. Свірін «Бронєвой щит Сталіна»

## Загальна оцінка проєкту

### Негативна
У статті що вийшла в журналі «Молода гвардія» у видавництві ЦК ВЛКСМ до 50-річчя початку Великої Вітчизняної війни загальним тиражем 425 тис. примірників, спеціалістом радянського танкобудування Сергієм Птічкіним, критикується вся серія танків КВ. Зокрема, Птічкін критикує КВ-4 і КВ-5 через ситуацію, на його думку, абсурдну, яка не піддається логіці ситуації:
Навколо КВ був створений ореол радянської «чудо-зброї», і його творці стали зірками першої величини на «танковому небосхилі», а у військах відмови слідували за відмовами, машину не любили. Війна з Німеччиною стояла біля порогу — всім це було ясно, і треба б терміново доводити до робочого стану те, що вже було, але ні — ми приступили до «творчого пошуку». Явні ознаки технічного божевілля в Радянському Союзі проявилися набагато раніше, ніж у Німеччині, де лише наприкінці війни намагалися створити якусь зброя відплати, на кшталт горезвісного «мишеняти», що важив 180 тонн.

### Позитивна
Проте, існують і позитивні оцінки машини. Так, автори інтернет-енциклопедії авіації та бронетанкової техніки «Aviarmor», посилаючись на більш ранні роботи, відзначають, що проєкт КВ-5 мав ряд незаперечних переваг перед німецькими танками всіх типів, включаючи також трофейні французькі танки типу B-1bis і Somua S-35. 107-міліметрова гармата ЗІС-6 вільно пробивала броню будь-якого з них на дистанціях до півтори тисячі метрів, у той час як сам КВ-5 залишався вразливим лише для артилерії великого калібру. Втім, недоліків у радянського танка теж було достатньо. Найістотнішим його недоліком була величезна маса, яка не дозволяла танку проїжджати по більшості тодішніх мостів, а в пухкому ґрунті або в заболоченій місцевості КВ-5 міг взагалі втратити рухливість. Крім того, висота танка робила його гарною мішенню на полі бою. Можливо, КВ-5 був би хороший в обороні — діючи із засідок або укриттів він міг би принести більше користі, ніж у прямому зіткненні з противником.

## Містифікація «Сталінський оркестр»

КВ-5 «Бегемот». Ілюстрація до книги В. Шпаковського «Танки. унікальні та парадоксальні»

У ряді джерел трапляються згадки про якийсь танк КВ-5біс або КВ-6 «Бегемот», також званий «Сталінським оркестром», який в реальності є містифікацією, вигаданим проєктом трибаштового важкого танка — «композиту», що отримав, втім, широку популярність та згодом детально описаного Олександром Афанасьєвим. Ілюстрація була складена із зображень реально існуючої техніки, але не мала ніякого смислового навантаження, технічно була майже неможлива та більше була схожа на карикатуру. Згідно Афанасьєва, конструктор Ж. Я. Котін приступив до розробки танка КВ-5біс 1942 року, за особистою вказівкою Сталіна. Виготовленими до 1944 року, дев'ятьма танками КВ-5біс була, нібито, укомплектована танкова рота прориву імені Сталіна, яка взяла активну участь у Карельській операції і брала участь у прориві Лінії Маннергейма, не зазнавши при цьому жодних втрат. Так само без втрат рота пройшла і Вісло-Одерську та Балатонську операції, пізніше взявши участь в Корейській війні.
1997 року в мережі з'явилися і фотографії настільної моделі, складеної з кількох комплектів різних танків (переважно танків КВ). Авторство моделі приписувалося студенту, причому створена модель і опис до неї були лише жартом (чого варто було один опис екіпажу!). Однак модель швидко знайшла свої «ноги»: рядові обивателі повірили в існування радянського «супер-танка» та рознесли новину по інтернету — сайтах та форумах, присвяченим бронетехніці.
Пізніше, опис схожого проєкту зустрічається у В'ячеслава Шпаковського в книзі «Танки. Унікальні та парадоксальні». Судячи з опису, наведеному в книзі Шпаковського, проєкт зовні нагадував крейсер, у формі трьох танків КВ, з'єднаних між собою, з єдиним потужним дизельним двигуном. Проєкт, нібито, передбачав використання трьох лінійно-піднесених башт від танків КВ, причому середня з них з двома 152-мм гарматами, а також башт від БТ-5, які встановлювалися на них зверху. Як додаткове озброєння на танку, нібито, передбачалося встановити вогнемет та реактивну установку «Катюша».
Однак, сама можливість існування подібного проєкту малоймовірна, як через технічні особливості серії КВ, так і через відсутність будь-яких документальних підтверджень. До того ж, подібна конструкція просто не здатна до повороту, що ще раз ставить під сумнів саме існування такого проєкту.
За свідченням В. Г. Грабіна, початковий варіант башти КВ-1 був непридатний до установки будь-якої більшої гармати, ніж 76-мм гармата Ф-32, і лише пізні модернізовані КВ мали гармату калібру 85 мм у башті нової конструкції. Серійні КВ-2 мали одну 152-мм гармата, яка сама по собі робила башту вкрай громіздкою, а сам танк був перевантажений і без всяких додаткових надбудов «Сталінського оркестру».

## КВ-5 в комп'ютерних іграх
Серед інших радянських танків КВ-5 присутній в MMO-грі World of Tanks, де є преміумним танком 8-го рівня. Танк в грі відрізняється високими показниками бронювання, швидкості руху, проте має низьку маневреність, а його гармата порівняно слабка з іншими надважкими машинами в грі (частково цей недолік компенсується високою скорострільністю гармати).